# ルチアーノ・ザウリ
ルチアーノ・ザウリ（Luciano Zauri, 1978年1月20日 - ）は、イタリア・ペシーナ出身の元同国代表サッカー選手、現サッカー指導者。現役時代のポジションはDFで、ラツィオではキャプテンを務めていた。

## 経歴

### ラツィオ
アタランタBCの下部組織出身。ACキエーヴォ・ヴェローナへのレンタルを経て、アタランタがセリエBに降格した2003年にSSラツィオへ入団した。2007年冬にマッシモ・オッドがACミランへ移籍してからは、彼に代わって主将を務めた。しかし、故障もあって出場機会は減少した。
ステファン・リヒトシュタイナーが加入したため、2008年7月17日にACFフィオレンティーナへレンタル移籍。しかし、移籍後も出場機会には恵まれずシーズン終了後に復帰した。
2009年7月10日にはUCサンプドリアへレンタル移籍すると、マリュス・スタンケヴィチュスに代わって右サイドバックのポジションを確保。クラブはリーグ4位に躍進し、来季のUEFAチャンピオンズリーグ出場権を獲得した。次シーズンも引き続きレギュラーを務めたが、クラブは前半の好調から一転。ジャンパオロ・パッツィーニが退団した後半は得点力不足に悩まされ、結局リーグ18位でセリエBに降格した。
シーズン終了後にラツィオへ戻る。しかし、復帰後はリヒトシュタイナーに代わって新たに加入したアブドゥレイ・コンコの控えに留まり、出場機会は殆ど得られなかった。

### ペスカーラ
2013年1月31日、レンタル期間も含め10年半在籍したラツィオを離れてデルフィーノ・ペスカーラ1936へ完全移籍した。

## 代表歴
イタリア代表では2001年9月5日のモロッコ戦で代表デビューを飾った。

## 指導歴
2013-14シーズン限りで現役を引退し、ペスカーラのベッレッティ（U-20）の監督に就任。2015-16シーズンよりトップチームのテクニカルコーチに昇格した。2017年2月14日にマッシモ・オッド監督が解任されると、暫定的にチームを率いることとなった。
同年11月21日にオッドがウディネーゼ・カルチョの指揮官に就任することに伴い、アシスタントコーチを務めることとなった。
4月にウディネーゼ・カルチョを去ると、2018-19シーズンよりペスカーラに復帰しプリマヴェーラの指揮を執る。